# Rubus grayanus
Rubus grayanus är en rosväxtart som beskrevs av Carl Maximowicz. Rubus grayanus ingår i släktet rubusar, och familjen rosväxter. Utöver nominatformen finns också underarten R. g. trilobatus.